# ロールス・ロイス メッドウェイ
ロールス・ロイス RB.141 メッドウェイ(RB.141 Medway)は1960年代初頭にロールス・ロイスによって設計、製造、試験された大型低バイパス比ターボファンエンジンである。計画は市場の需要の変化によって中止され、同様に、より小型だが類似のロールス・ロイス スペイの開発と生産とアームストロング・ホイットワース AW.681軍用輸送機計画の中止に繋がった。

## 設計と開発
アラン・アーノルト・グリフィスの主導によって設計されたRB.141は後にホーカー・シドレー トライデントになるデ・ハビランド DH.121 旅客機計画の新推進装置の要求に適合するために設計された。DH.121自体は英国欧州航空が1958年2月に出した要求仕様に適合するように設計され、この要求はより小型の航空機で代替する事になり、当初予定された形態のメッドウェイはもはや不要だった。
会社は既に相当の予算を開発に注ぎ込んでおり、計画は将来の他の航空機の計画であるアームストロング・ホイットワース AW.681垂直離着陸機のために再設計され、続行された。エンジンの後部は内部での推力整流のために排気ダクトを介してノズルが傾斜した;この概念はブリストル シドレー ペガサスで使用されたものに似ていた。AW.681計画は中止されたが、同様にメッドウェイの開発もより小型に変更されたが、スペイターボファンに近い物になり、スペイは基本的にメッドウェイを縮小したものでより近代的な技術開発を導入したものだった。
メッドウェイの他の搭載機の候補はサーブ 37 ビゲンだったが、イギリス政府の予算はこの用途へは中止された。
1963年12月にメッドウェイは1,700時間以上の地上試験の完了に成功した。

## 派生型
RB.140
- 推力8,000 lbf (36 kN)、初期に開発されたエンジン

RB.141 メッドウェイ
- DH.121旅客機用の派生型

RB.142 メッドウェイ
- AW.681のための推力偏向仕様の開発.

RB.174 メッドウェイ
- 先進的な民間機用の開発

RB.177 メッドウェイ
- 先進的な軍用のドライ推力 ~15,000 lb でサーブ 37 ビゲンに提案[4]

## 予定された搭載機

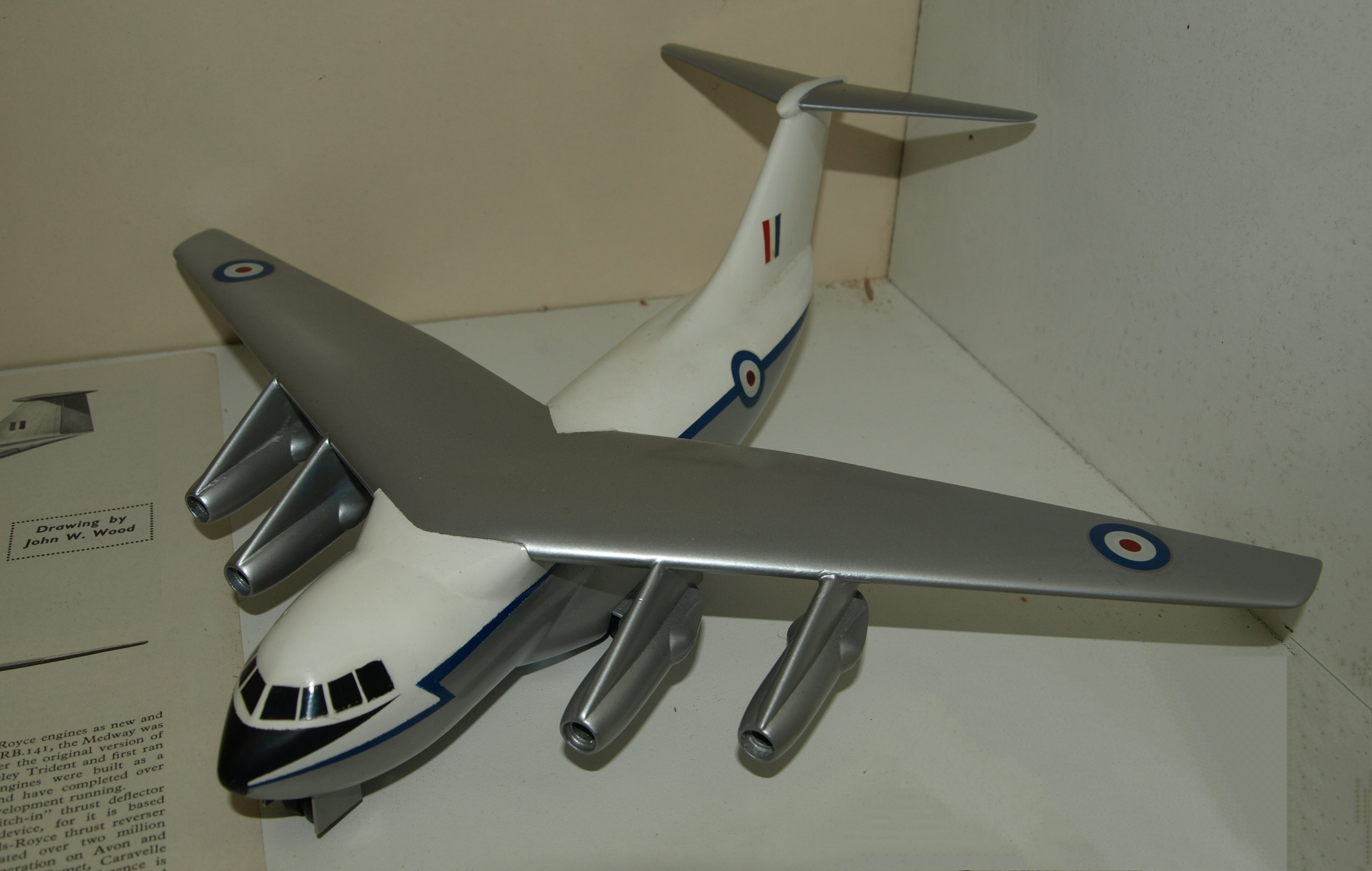
メッドウェイを動力とする AW.681

- アームストロング・ホイットワース AW.681
- ブリストル 200型（英語版）
- デ・ハビランド DH.121
- サーブ 37 ビゲン
- シュド・アビシオン シュペル カラベル
- ビッカース VC-10

## 仕様諸元 (RB.141-3 メッドウェイ)
一般的特性
- 形式: 2軸式低バイパスターボファン
- 全長:
- 直径:
- 乾燥重量:

構成要素
- 圧縮機: 軸流式, 5段低圧, 11段高圧
- 燃焼器: カンニュラ型、 10 基
- タービン: 2段低圧, 2段高圧

性能
- 推力: 11,800 lbf (52 kN)
- 全圧縮比（英語版）: 16.75:1
- 出力重量比:

出典: Flight.

### 文献
- Gunston, Bill. World Encyclopedia of Aero Engines. Cambridge, England. Patrick Stephens Limited, 1989. ISBN 1-85260-163-9